# Henry Selby Hele-Shaw

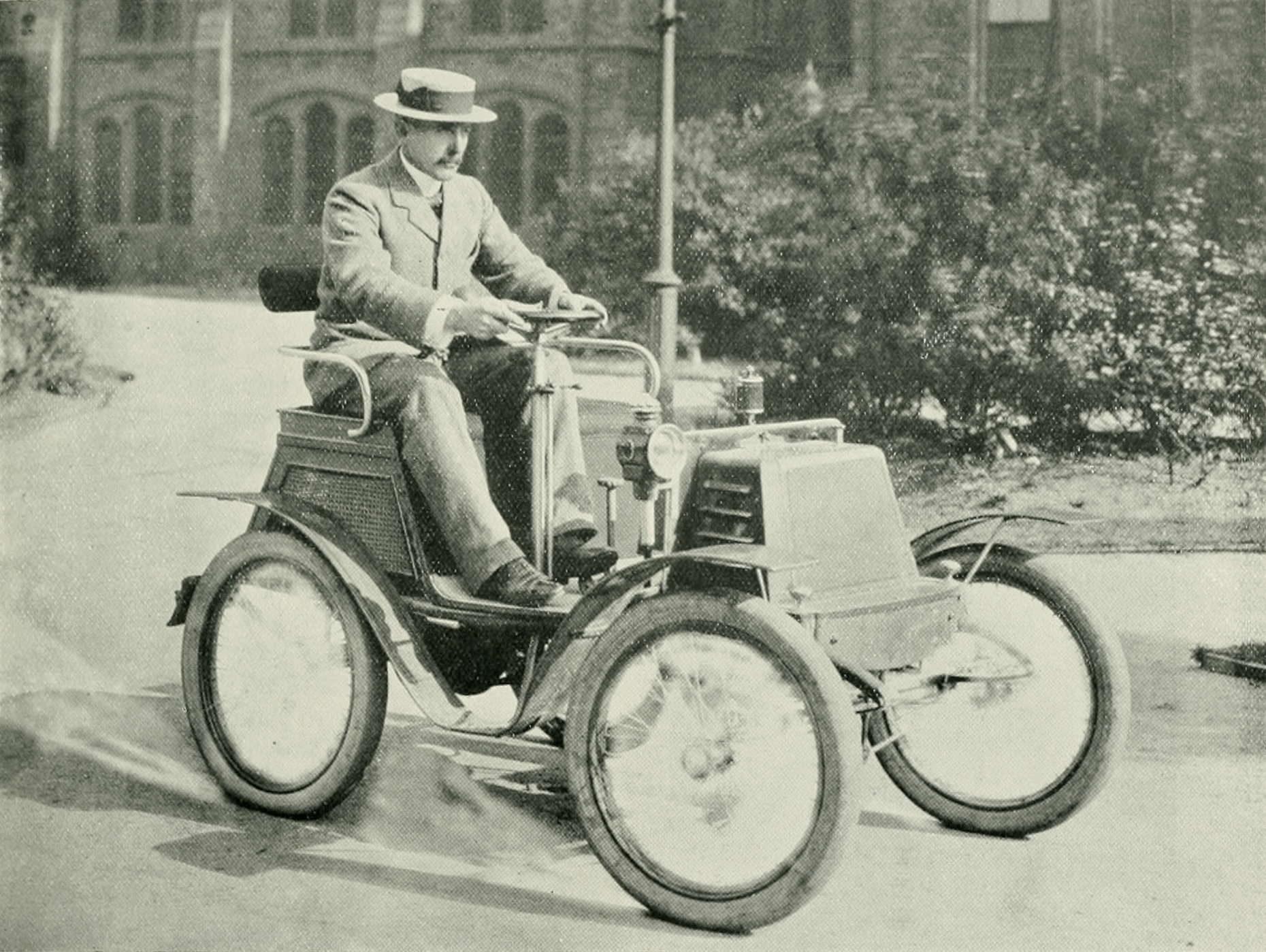
Henry Selby Hele-Shaw, August 1902

Henry Selby Hele-Shaw (* 29. Juli 1854 in Billericay; † 30. Januar 1941) war ein britischer Ingenieur und Professor an der Universität von Liverpool.

## Leben
Hele-Shaw war ein Pionier auf dem Gebiet der Automobiltechnik und Luftfahrt. Im Jahr 1922 war er Präsident der britischen Ingenieursgesellschaft IMechE (Institution of Mechanical Engineers), die mit dem deutschen Verein Deutscher Ingenieure (VDI) vergleichbar ist.
Nach ihm ist die Hele-Shaw-Zelle benannt, welche aus zwei (in der Regel durchsichtigen) Platten mit geringem Abstand zueinander besteht, womit sich darin stattfindende Fließ- und Schüttvorgänge beobachten lassen. In der Rheologie wird das Verallgemeinerte Hele-Shaw-Fließmodell (englisch GHS – generalized Hele-Shaw flow model) zum Beschreiben der Strömung zwischen zwei Platten verwendet. Software zum Simulieren von Strömungsvorgängen in dünnwandigen Bereichen (z. B. Füllvorgänge bei Spritzgießformen) bieten neben der volumetrischen 3D-Berechnung häufig auch das ungenauere, dafür rechenlastfreundlichere 2,5D-Hele-Shaw-Fließmodell an.
1924 verbesserte er den automatisch verstellbaren Flugzeugpropeller, der auch als Hele-Shaw-Propeller bekannt ist. Obwohl zu diesem Zeitpunkt die Akzeptanz für diese neue Technologie noch nicht sehr groß war, hat sich dieses Konzept 20 Jahre später in der Luftfahrt, aber auch in anderen Bereichen durchgesetzt.
Hele-Shaw soll ein begeisterter Bergsportler gewesen sein und mit Sir David Randall Pye (1886–1960), welcher 1952 ebenfalls Präsident des IMechE war, Erstbesteigungen durchgeführt haben. Letzterer war der Biograf und Freund von George Leigh Mallory, welcher 1924 beim Versuch, den Mount-Everest zu besteigen, unweit des Gipfels starb.